# Kopytní absces
Kopytní absces je nemoc koní. Při abscesu dochází po nahromadění hnisu v dutině zvířete; v případě kopyta se jedná o hnisavý zánět ve škáře. Nahromaděný hnis tlačí na citlivé vnitřní části kopyta a kůň potom může kulhat.

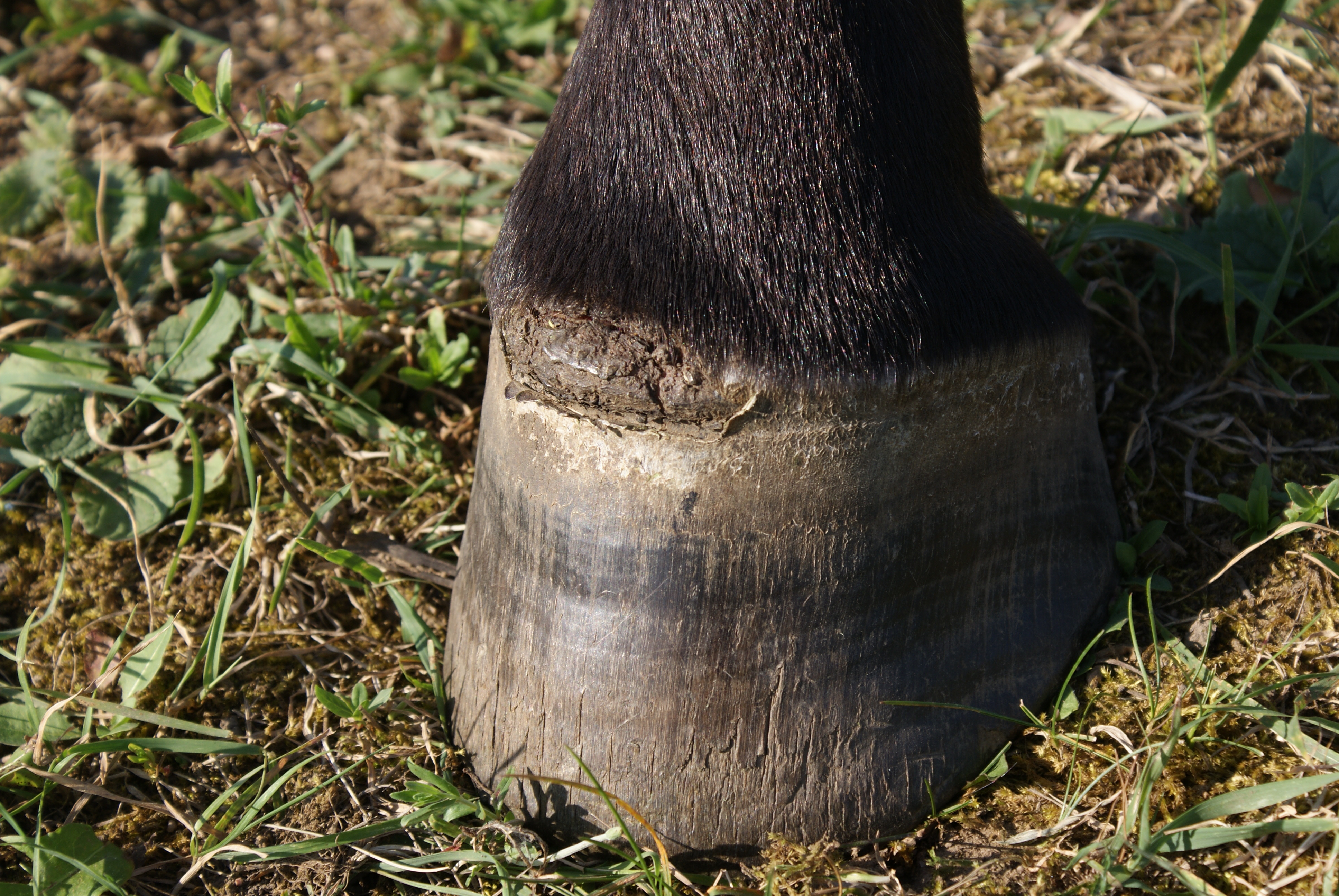
Absces provalený korunkou

## Příčiny a příznaky
1. vniknutím bakterií do kopytní škáry, může k tomu dojít dvěma způsoby[1]
  1. nášlapem = vniknutí cizího předmětu do kopyta (hřebík, ostrý kámen)
  2. průnikem infekce do kopytní škáry prasklinou nebo jinými otvory v kopytním pouzdře
2. špatná úprava kopyta, která vede k nerovnováze či agresivní odstranění rohoviny během trimu.

Příznakem nemoci je, že:
- kůň náhle začne kulhat, nebo se odmítá postavit na nohu;
- projeví se zvýšená pulzace tepen v oblasti spěnkového kloubu;
- zvětší se náplň šlachové pochvy ohybačů prstu těsně nad spěnkovým kloubem.

## Diagnostika a léčba
Pokud je kůň okován, nejdříve je třeba odstranit podkovu a odříznout přerostlou rohovinu, poté veterinář či zkušený podkovář lokalizuje absces kopytními kleštěmi. Tlakem na místo, kde se absces nachází vyvolá u koně více či méně bolestivou reakci. Dále pak určí, zda je absces dostatečně zralý, aby mohl být otevřen, vyřízne nad citlivým místem rohovinu a hnis nechá vytéci ven. Pokud absces není dostatečně zralý, urychlí jeho zrání pomocí zapařovacího obvazu, který se ponechává na kopytě 3 dny. Podle situace také veterinář koni aplikuje antibiotikum či sérum proti tetanu.
Jestliže se ložisko hnisu úplně nevyprázdní, dojde k opětovanému nahromadění hnisu, pak musí zapařovací obvaz zůstat na kopytě déle. Kůň může být znova nakován až poté, co bude zapařovací obvaz sundán minimálně jeden den a kopyto bude mít dost času na vyschnutí. V případě, že se otvor po abscesu nachází v místě, které nekryje podkova, podkovář ho může zakrýt koženou, nebo kovovou podložkou, popřípadě dvěma kovovými pásy, které se umístí pod podkovu.